# Pericoma tatrica
Pericoma tatrica är en tvåvingeart som beskrevs av Szabo 1960. Pericoma tatrica ingår i släktet Pericoma och familjen fjärilsmyggor. Inga underarter finns listade i Catalogue of Life.